# Epistrophe

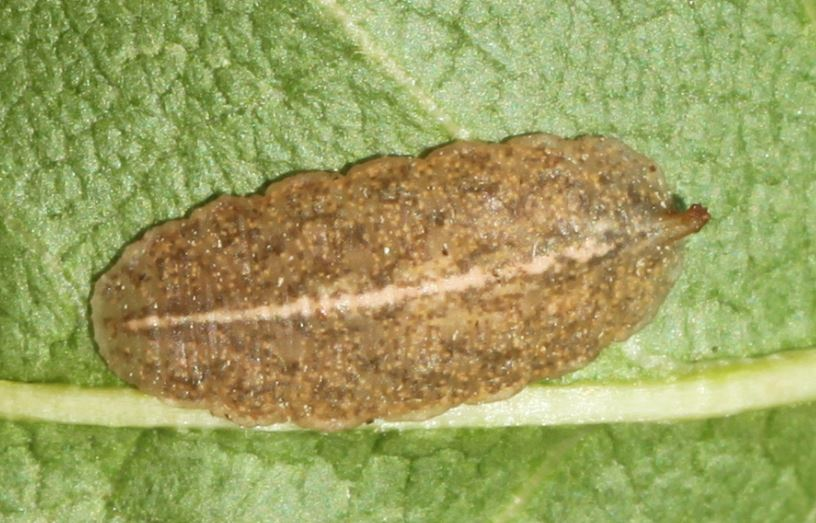
Larva

Epistrophe es un género de insectos dípteros del suborden Brachycera (moscas con antenas cortas) de la familia Syrphidae. Las larvas se alimentan de pulgones.

## Lista de especies
Según Fauna Europaea:
- Epistrophe annulitarsis
- Epistrophe cryptica
- Epistrophe diaphana
- Epistrophe eligans
- Epistrophe flava
- Epistrophe grossulariae
- Epistrophe leiophthalma
- Epistrophe melanostoma
- Epistrophe nitidicollis
- Epistrophe obscuripes
- Epistrophe ochrostoma